# Android Gingerbread
Android 2.3 Gingerbread (z ang. Android piernikowy) – siódma wersja mobilnego systemu operacyjnego Android opracowanego przez firmę Google i wydanego w grudniu 2010 roku. W wersji Gingerbread wprowadzono obsługę komunikacji bliskiego zasięgu NFC (stosowanej w rozwiązaniach mobilnych płatności) oraz protokołu SIP (Session Initiation Protocol) używanego w telefonach internetowych VoIP. Pierwszym telefonem z Androidem Gingerbread był Nexus S.
W dniu 27 września 2021 Google ostatecznie zakończył wsparcie dla Gingerbread blokując logowanie dla części usług w tej wersji Androida.

## Cechy
Oprócz zmian bardziej technicznych Google wprowadził również znaczne zmiany w interfejsie użytkownika w wersji Gingerbread. Wprowadzono między innymi zmiany w wirtualnej klawiaturze, by umożliwić wciskanie kombinacji klawiszy. Dodane też możliwość wprowadzania znaków głosowo oraz usprawniono zaznaczanie tekstu na ekranie. Wprowadzono również nowy menedżer pobierania, zapewniający użytkownikom łatwy dostęp do dowolnego pliku pobranego z przeglądarki, poczty e-mail lub innej aplikacji.

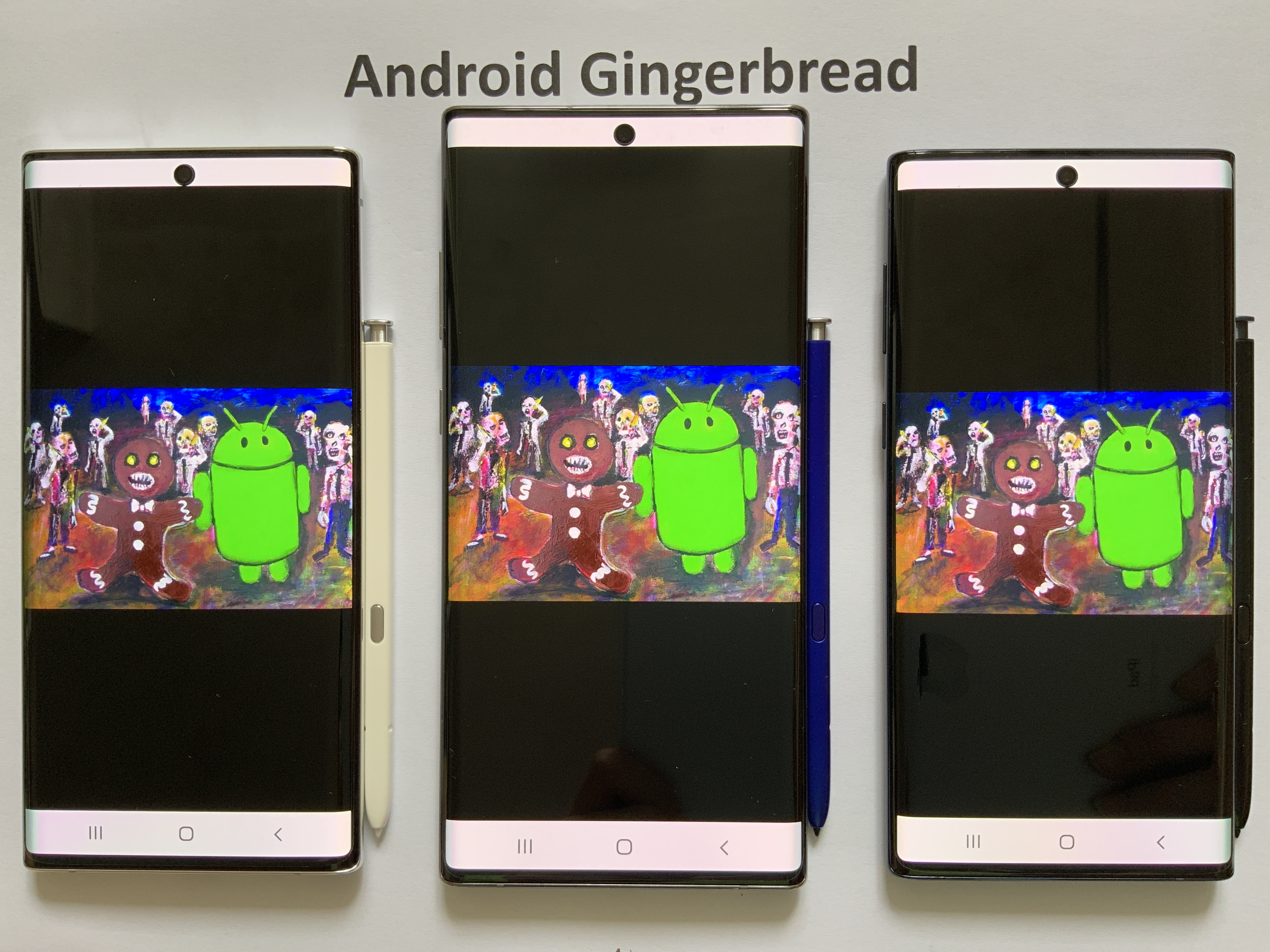
Obrazek-niespodzianka (ang. easter egg) ukryty w Android Gingerbread

Nowe funkcje i technologie wprowadzone przez Gingerbread obejmują:
- Natywna obsługa telefonów internetowych SIP VoIP.
- Obsługa komunikacji bliskiego pola (NFC), umożliwiająca użytkownikowi odczytywanie tagów NFC osadzonych na plakatach, naklejkach lub reklamach.
- Nowe efekty dźwiękowe, takie jak pogłos, korekcja, wirtualizacja słuchawek i wzmocnienie basów.
- Obsługa wielu kamer w urządzeniu, w tym kamery skierowanej do przodu, jeśli jest dostępna.
- Obsługa odtwarzania wideo WebM/VP8 i kodowania dźwięku AAC.
- Ulepszone zarządzanie energią, w tym bardziej aktywne zarządzanie aplikacjami zużywającymi energię.
- Przejście z systemu plików YAFFS na ext4 na nowszych urządzeniach[5].
- Dostęp do API aparatu dla osób tworzących oprogramowanie.
- Nowe API dające dostęp do sensorów w tym: żyroskopu, grawimetru i barometru.
- Ulepszenia dźwięku, grafiki i API dla twórców gier.
- Poprawiona prędkość w stosunku do Froyo dzięki aktualizacjom komponentów systemowych (m.in. współbieżne odśmiecanie pamięci w Dalvik VM, aktualizacja sterowników opartych związanych z operacjami 3D w OpenGL ES).

W tej wersji systemu ukryto również pierwsze jajko-niespodziankę (ang. easter egg) Androida, które przedstawia maskotkę Androida stojącą obok piernikowego ludzika zombie na tle innych zombie rozmawiających przez telefony komórkowe.